# Збагачення урану

Відносні пропорції урану-238 (синій) та урану-235 (червоний) на різних стадіях збагачення.

Збагачення урану — фізичний процес збільшення співвідношення вмісту ізотопу урану 235U до 238U. Ізотоп 238U, попри радіоактивність, — дуже стабільний ізотоп, не здатний до самостійної ланцюгової ядерної реакції на теплових нейтронах, на відміну від рідкісного 235U, який інтенсивно використовують в атомній промисловості та для створення ядерної зброї. Нині 235U є основним ядерним паливом, без нього неможливе одержання плутонію, який використовують для створення ядерної та термоядерної зброї. Однак, через те, що частка ізотопу 235U мала (0,72%), підготовка ядерного палива обов'язково повинна включати стадію збагачення урану. 
Збагачення урану здійснюється двома основними методами розділення ізотопів: газодифузійним методом та методом газового центрифугування. У Росії, Великій Британії, Німеччині, Нідерландах та Японії застосовується метод центрифугування, при якому газ UF6 розкручується до дуже високої швидкості й через різниці в масі молекул відбувається просторове розділення ізотопів, які потім переводяться назад в метал. У відходах залишається тільки 0,2-0,3% 235U.
Переробка відпрацьованого ядерного палива (ВЯП) передбачає вилучення з нього елементів урану і плутонію для повторного використання в ядернопаливному циклі — формування нових паливних збірок (МОХ-паливо, нітридне паливо). Найперспективнішим з погляду МАГАТЕ є підхід до перероблення ВЯП, що передбачає повне замикання ядернопаливного циклу з використанням реакторів на швидких нейтронах.
Наразі найактивніше технології замкнутого ядернопаливного циклу розвиваються в Росії. 
На цей час успішно експлуатують 2 реактори на швидких нейтронах: БН-600 і БН-800 на Білоярській АЕС. Ведеться будівництво дослідно-демонстраційного центру з перероблення ВЯП ВВЕР-1000 продуктивністю до 250 тонн в рік. Освоєно виробництво МОХ-палива та нітридного палива для реакторів на швидких нейтронах з використанням продуктів переробки ВЯП (уран і плутоній).

## Світові потужності з розділення ізотопів урану
Потужності заводів із розділення ізотопів урану в тисячах ОРР згідно з WNA Market Report.
| Країна                                     | Компанія, завод                         | 2012  | 2013  | 2015  | 2018  | 2020   |
| ------------------------------------------ | --------------------------------------- | ----- | ----- | ----- | ----- | ------ |
| Росія                                      | Росатом                                 | 25000 | 26000 | 26578 | 28215 | 28663  |
| Німеччина, Голландія, Англія               | URENCO                                  | 12800 | 14200 | 14400 | 18600 | 14900  |
| Франція                                    | Orano                                   | 2500  | 5500  | 7000  | 7500  | 7500   |
| Китай                                      | Китайська національна ядерна корпорація | 1500  | 2200  | 4220  | 6750  | 10700+ |
| США                                        | URENCO                                  | 2000  | 3500  | 4700  | ?     | 4700   |
| Пакистан, Бразилія, Іран, Індія, Аргентина |                                         | 100   | 75    | 100   | ?     | 170    |
| Японія                                     | JNFL                                    | 150   | 75    | 75    | ?     | 75     |
| США                                        | USEC: Paducah & Piketon                 | 5000  | 0     | 0     | 0     | 0      |
| п о р                                      | Разом                                   | 49000 | 51550 | 57073 | 61111 | 66700  |